# Harald Urlander
Harald Urlander, född i början av 1700-talet, död 2 december 1753 i Stockholm, var en svensk fabrikör, riksdagsledamot och politiker.

## Biografi
Harald Urlander föddes i början av 1700-talet. Han var son till landssekreteraren i Kopparbergs län Johan Urlander (död 1740) och Anna Haraldsdotter Lybecker (1691–1720). Urlander var student vid Uppsala universitet och blev auskultant i Svea hovrätt 1730. Han fick titeln kommissarie 1736 och arbetade senare som malmfakturist och fabrikör. År 1747 blev kan assessor i kommerskollegium och 1747 ledamot av Kungliga Vetenskapsakademien. Urlander avled 1753 i Stockholm.
Urlander var riksdagsledamot för borgarståndet i Norrköping vid riksdagen 1742–1743 och riksdagen 1746–1747. Han var ståndets sekreterare vid riksdagen 1751–1752.
Urlander gifte sig 1736 med Anna Kritina Ehrenspetz (1718–1763).